# 沟繁缕虎耳草
沟繁缕虎耳草（学名：Saxifraga elatinoides）为虎耳草科虎耳草属下的一个种。

## 扩展阅读
- 維基物種上的相關：沟繁缕虎耳草